# Cerovo
Cerovo és un poble i municipi d'Eslovàquia. Es troba a la regió de Banská Bystrica. La primera menció escrita de la vila es remunta al 1275. Hi ha el Castell de Cerovo.

## Demografia
| Godina             | 1994 | 2004    | 2014   | 2024   |
| ------------------ | ---- | ------- | ------ | ------ |
| Nombre de persones | 656  | 578     | 573    | 562    |
| Diferència         |      | −11,89% | −0,86% | −1,91% |

| Godina             | 2023 | 2024   |
| ------------------ | ---- | ------ |
| Nombre de persones | 558  | 562    |
| Diferència         |      | +0,71% |